# 路易吉·巴尔齐尼
路易吉·乔治·巴尔齐尼（義大利語：Luigi Giorgio Barzini，1908年12月21日—1984年3月30日），意大利自由党，是意大利的著名记者、政治家。担任过意大利众议院议员，被誉为“哲学家兼英语语言大师”

## 著作
- 《意大利人》（2017年）北京大学出版社[2]
- 《难以对付的欧洲人》（1987年）三联书店